# Kirche des hl. Albert (Kętrzyn)

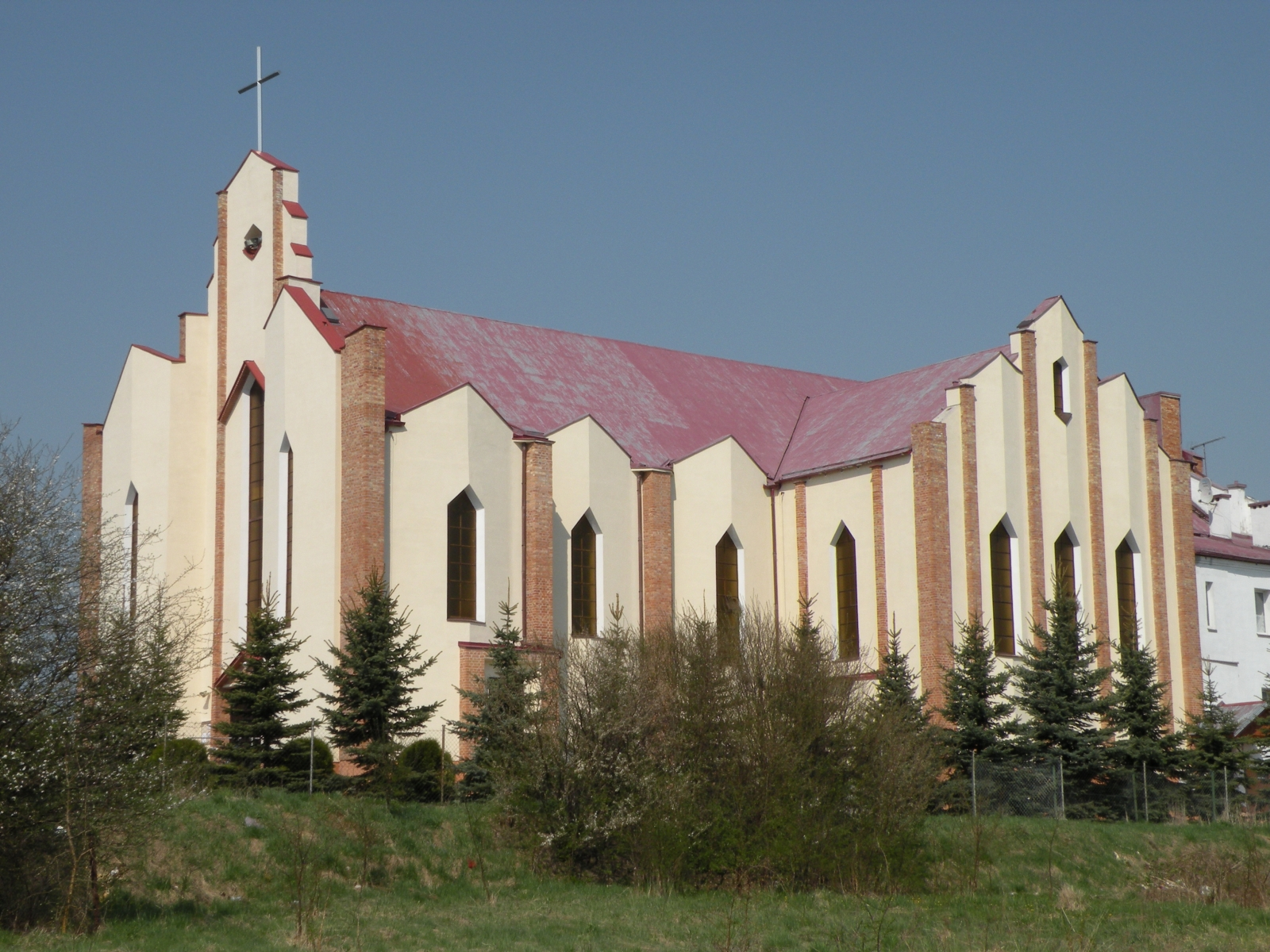
Kirche des hl. Albert

Die Kirche des hl. Albert ist die Pfarrkirche einer römisch-katholischen Gemeinde in Kętrzyn (deutsch Rastenburg). Die Gemeinde gehört zum Erzbistum Ermland. Der Kirchenpatron ist der Hl. Albert Chmielowski.

## Geschichte

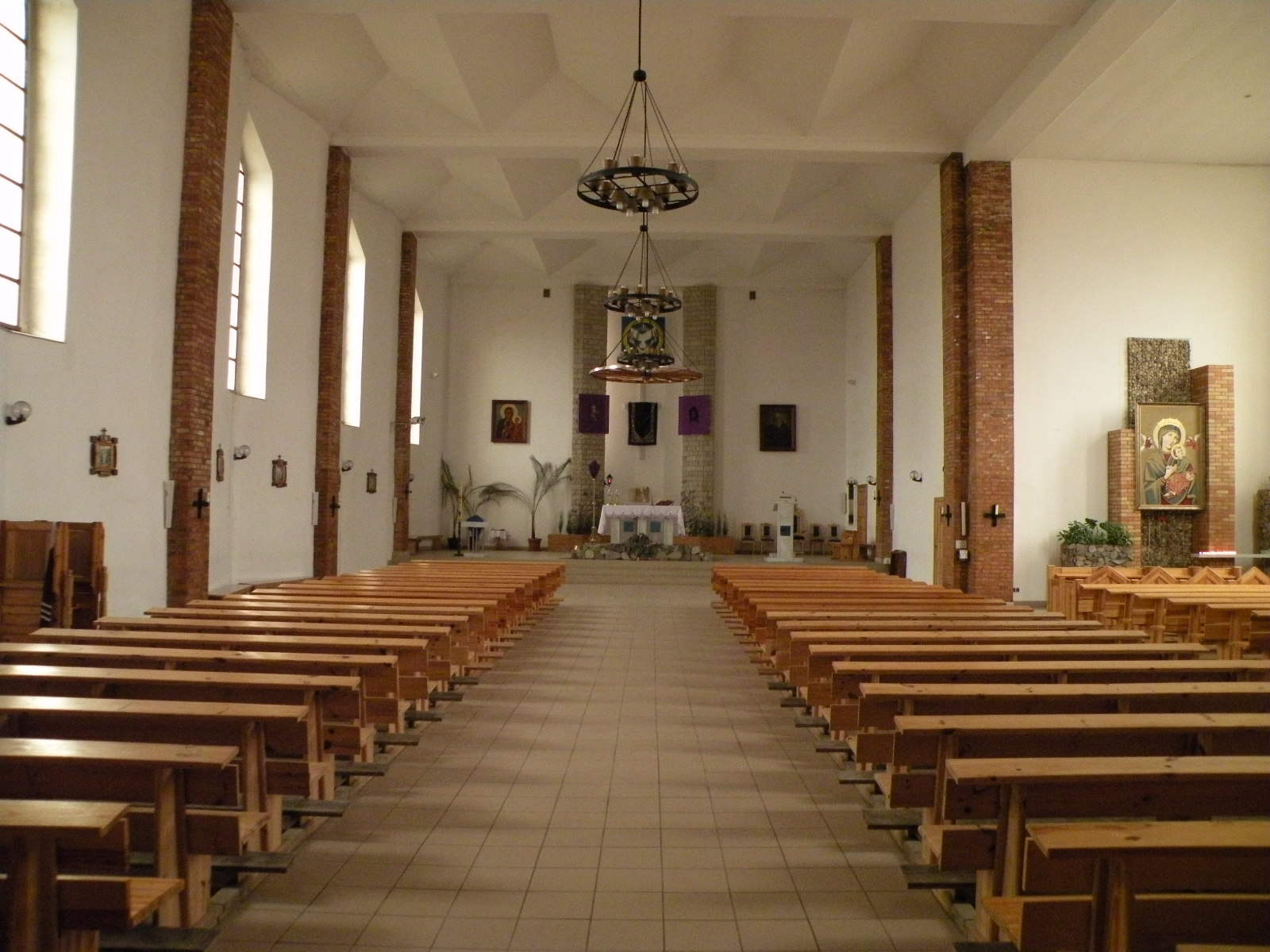
Innenraum

In 1980er Jahren wuchs der Nordteil der Stadt zwischen den Straßen Bolesław Chrobry und Władysław Jagiełło zu einem dicht besiedelten Wohngebiet mit Wohnblocks und vielen Einfamilienhäusern. Dem Wunsch der Bewohner und des Klerus nach Errichtung einer Pfarrei kam die kommunistische Stadtverwaltung nicht nach. 1987 erfolgte schließlich unter dem Bischof Edmund Piszcz die Errichtung einer Pfarrei, der ab November 1989 eine Kapelle zur Verfügung stand. Sie war dem Hl. Albert Chmielowski geweiht. 1990 wurde der Bauplatz für einen Kirchenbau geweiht, im folgenden Jahr die Fundamente gelegt. Seit 1998 dient der Neubau der örtlichen Gemeinde als Pfarrkirche.